# Músculo palatofaríngeo

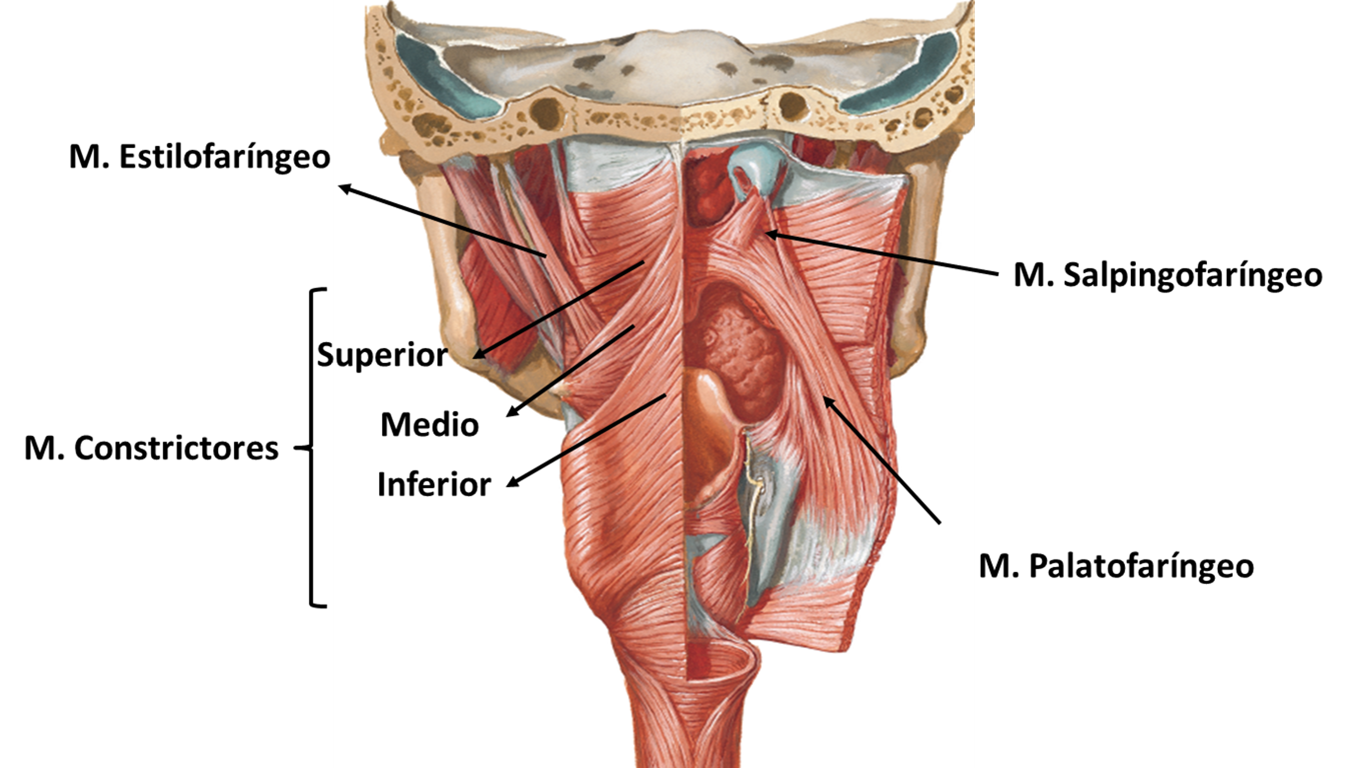
Músculo palatofaringeo inferior con respecto al salpingofaringeo e interior con respecto a los constrictores

El músculo palatofaringeo es un músculo esquelético que va desde el borde posterior del paladar duro y aponeurosis palatina hasta la cara lateral de la faringe. Forma parte de los músculos del paladar y forma el arco faríngeo. 
acciones 

## Su función
Aproximar los pilares del paladar, ayudando en la deglución. También ayuda a la fonación y articulación de una palabra. 